# Schloss Krieblowitz

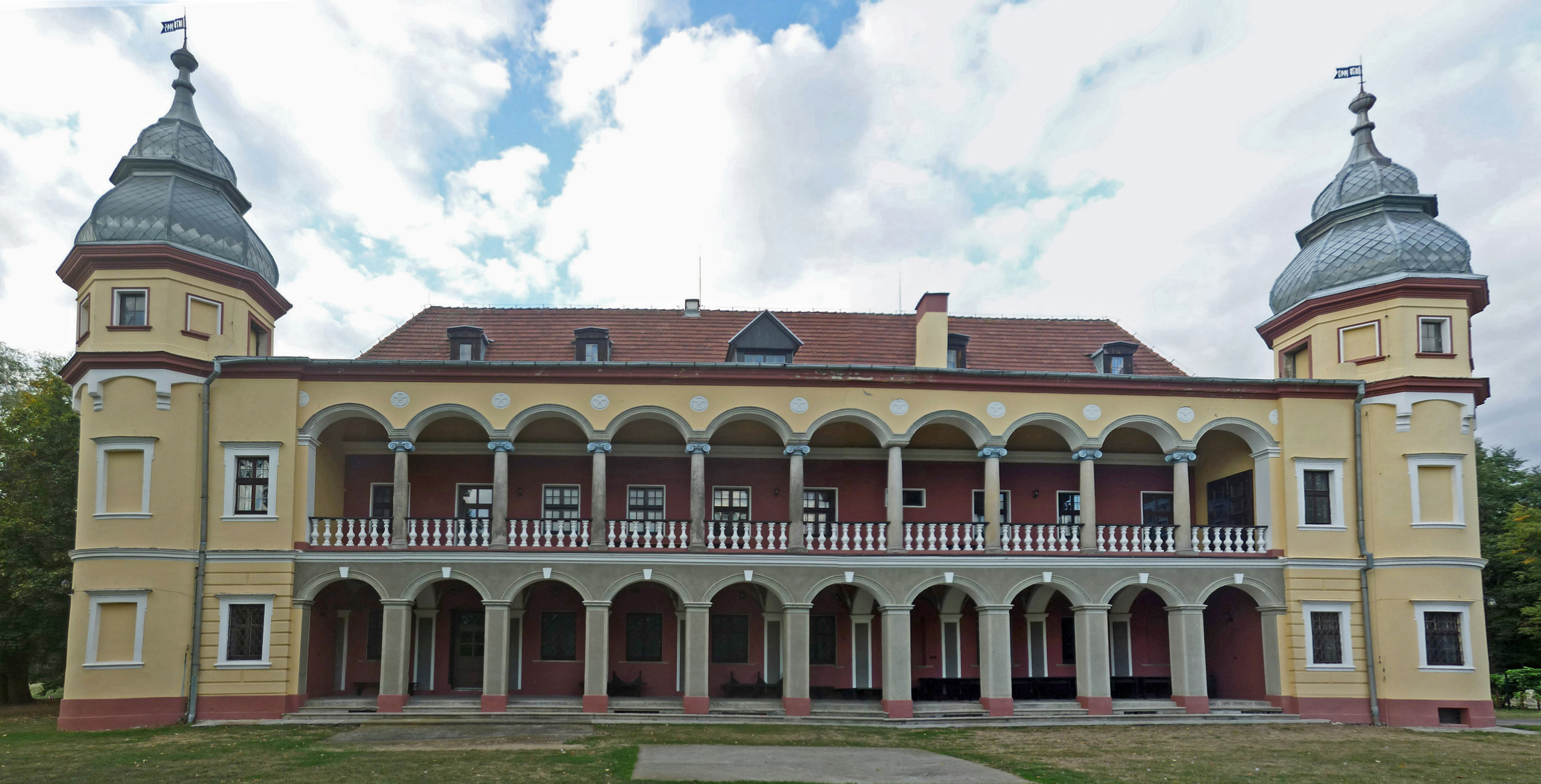
Blücher-Schloss Krieblowitz in Niederschlesien

Das Herrenhaus Schloss Krieblowitz (Pałac Krobielowice) liegt etwa 20 km südwestlich von Breslau im gleichnamigen Dorf in der Gemeinde Kąty Wrocławskie (Kanth) im Powiat Wrocławski in der Woiwodschaft Niederschlesien in Polen. Der heutige Bau entstand im 16. bis 18. Jahrhundert. Er beherbergt heute ein Hotel.

## Geschichte

### Vorgeschichte
Das Dorf Krieblowitz wurde erstmals 1321 erwähnt. Für das Jahr 1349 ist dort ein fester Turm belegt. Von 1417 bis zur Säkularisation 1810 gehörte Krieblowitz dem St. Vinzenzstift in Breslau. Das zweigeschossige Schloss im Renaissancestil wurde 1570–1580 errichtet. Es bestand damals nur aus dem Nordostflügel. In den Jahren 1702 bis 1704 wurde es unter Abt Keller zu einer Vierflügelanlage im Stil des Barock umgebaut und erweitert. Zu dieser Zeit war das Schloss Sitz der Gutsverwaltung der Prämonstratenser vom Vinzenzstift.

### Besitz der Familie von Blücher

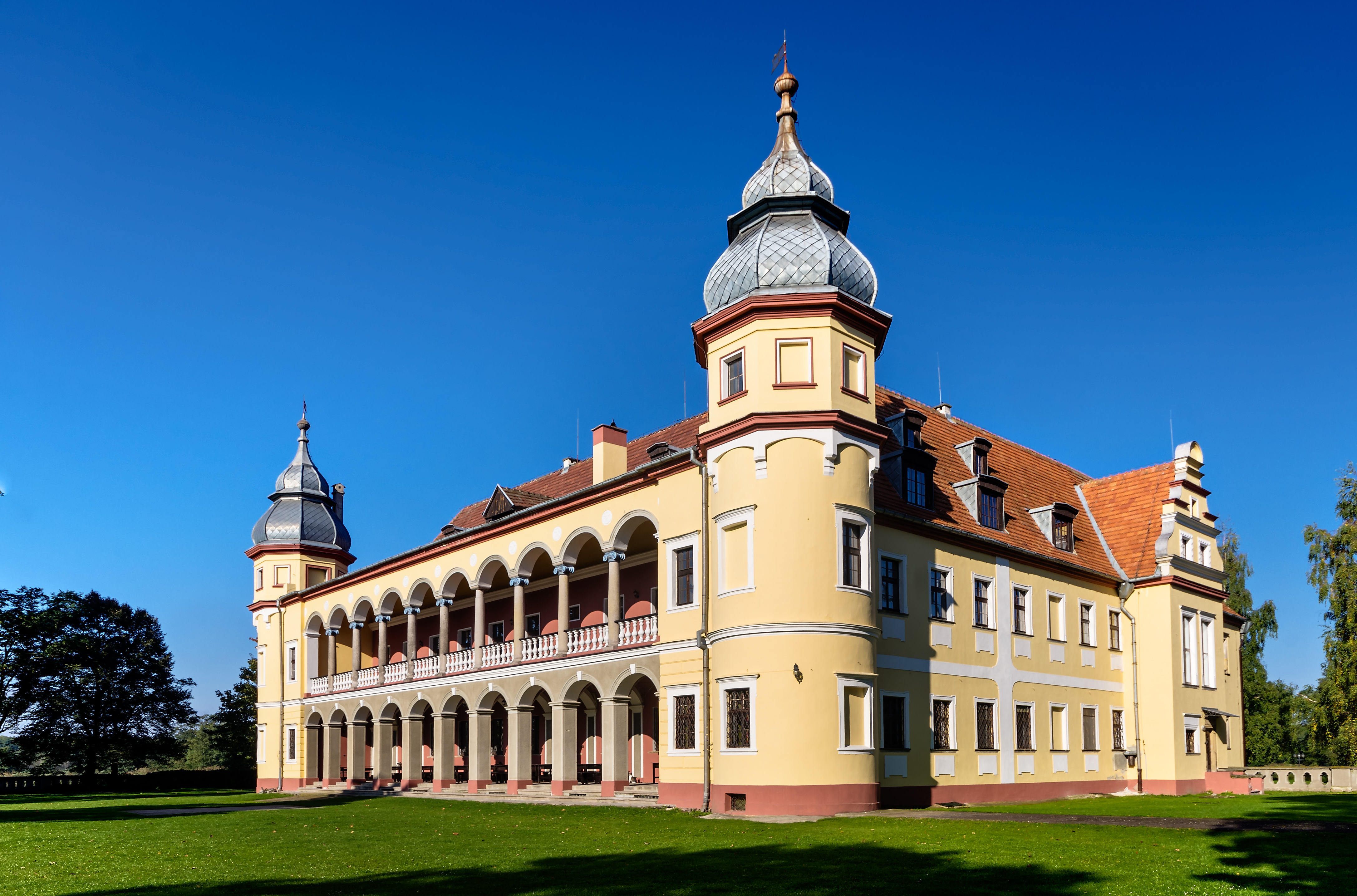
Das restaurierte Schloss 2013

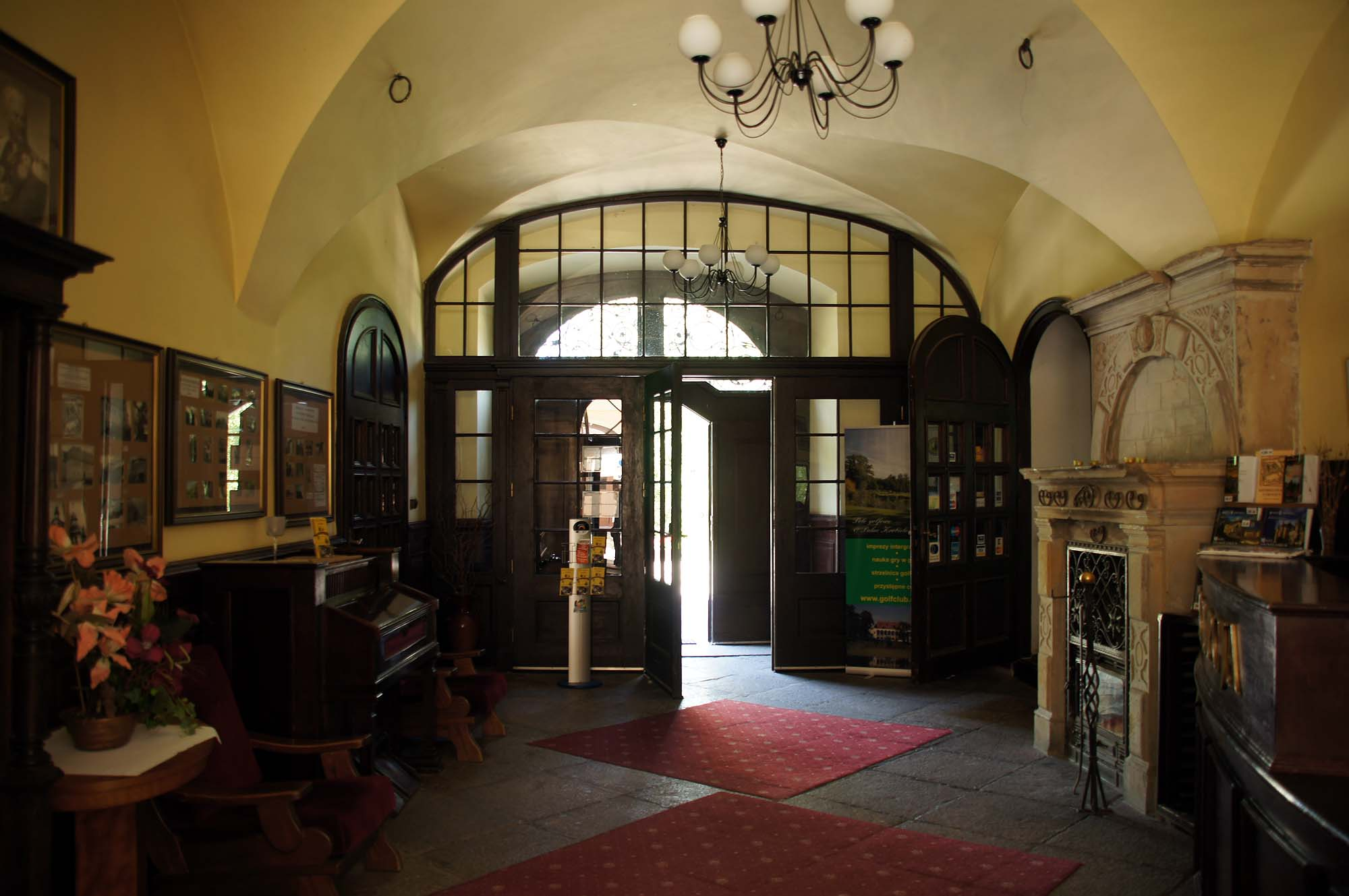
Innenansicht

Im Jahr 1814, nach der Säkularisation der Klöster und kirchlichen Güter in Preußen, schenkte der preußische König Friedrich Wilhelm III. das Schloss und das Dorf Krieblowitz sowie weitere elf Güter aus geistlichem Besitz dem Feldmarschall Gebhard Leberecht von Blücher, Fürst von Wahlstatt, für dessen Verdienste in den Befreiungskriegen. Er verlebte hier seine letzten Lebensjahre, starb aber schon 1819. Sein Leichnam wurde zunächst in der benachbarten katholischen Kirche von Woigwitz (seit 1945 polnisch Wojtkowice) beigesetzt. Gemäß seinem Wunsch wurde 1820 nordwestlich des Schlosses auf der Lindenhöhe eine Familiengruft errichtet und Blüchers Leichnam dorthin übergeführt. Auf Veranlassung des Königs wurde in den Jahren 1846–1853 neben der Familiengruft das Blücher-Mausoleum nach Entwurf des Berliner Architekten Johann Heinrich Strack errichtet. Das turmartige Gebäude, das auf einem quadratischen Sockel ruht, ist etwa zehn Meter hoch. Als Baumaterial wurde das Gestein Gabbro verwendet, das am Berg Zobten gewonnen wurde. Das Medaillon in der Bekrönung des Mausoleums enthält eine Reliefbüste Blüchers. Es besteht aus Marmor und wurde vom Berliner Bildhauer Heinrich Berges geschaffen. Zum Schloss gehörte ein Familienfideikommiss-Herrschaft mit vielen Rittergütern.
Unter den Nachkommen Blüchers wurde das Schloss 1878 im Stil der Neorenaissance umgebaut und um drei Ecktürme sowie weitere Anbauten erweitert. Zugleich wurden Gartenterrassen angelegt. Bei Konservierungsarbeiten 1938–39 wurde einer der Ecktürme abgetragen. 1937 erfolgte die Ortumbenennung in Blüchersruh. Als Gutsverwalter und Bevollmächtigter des letzten Fürsten, Gustav Blücher von Wahlstatt, agierte dessen Adoptivsohn.

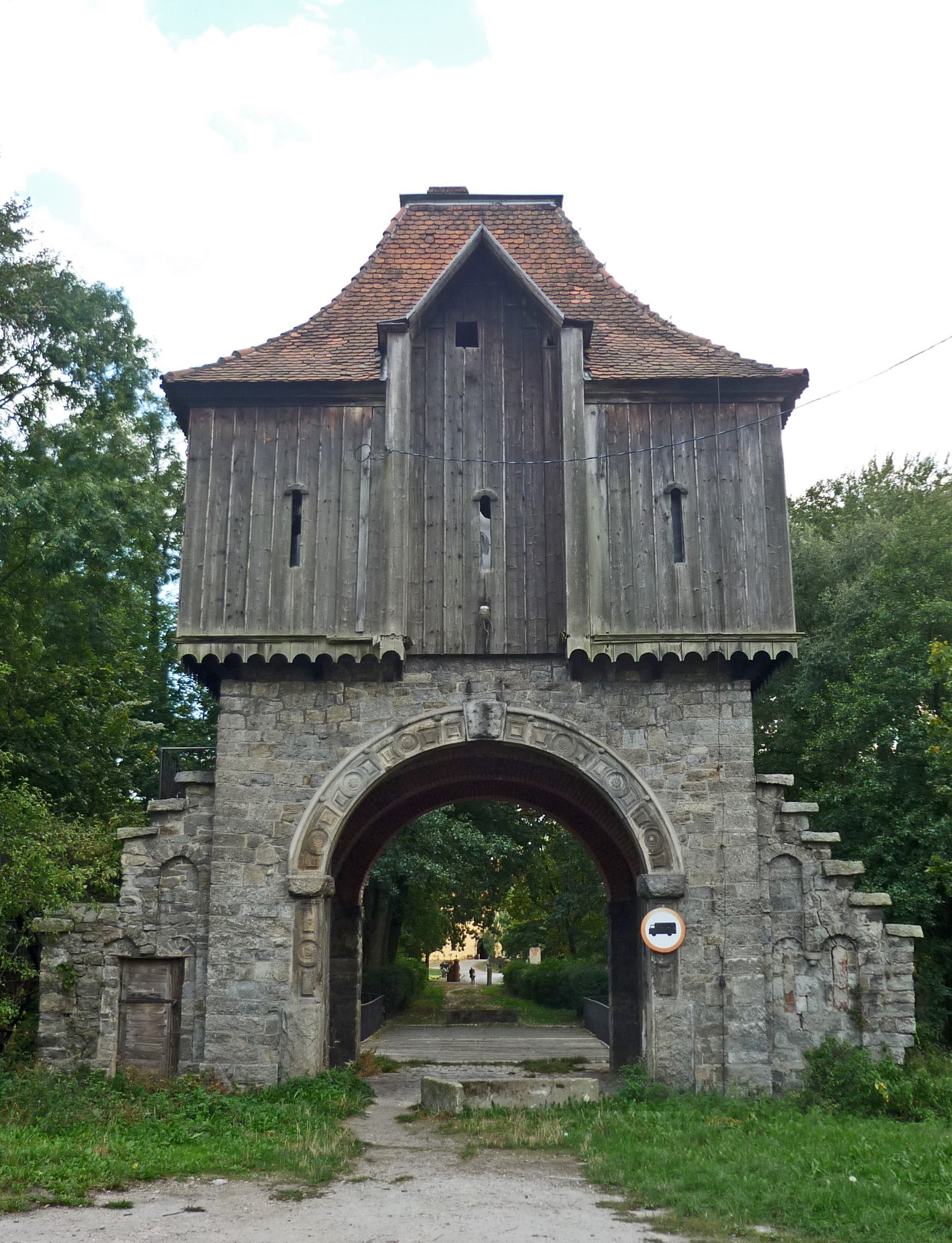
Renaissance-Torhaus

Nordöstlich des Schlosses befindet sich ein Torgebäude aus Sandstein. Es ist ein Renaissance-Portal aus dem 16. Jahrhundert, das 1878 hierhin transloziert wurde.

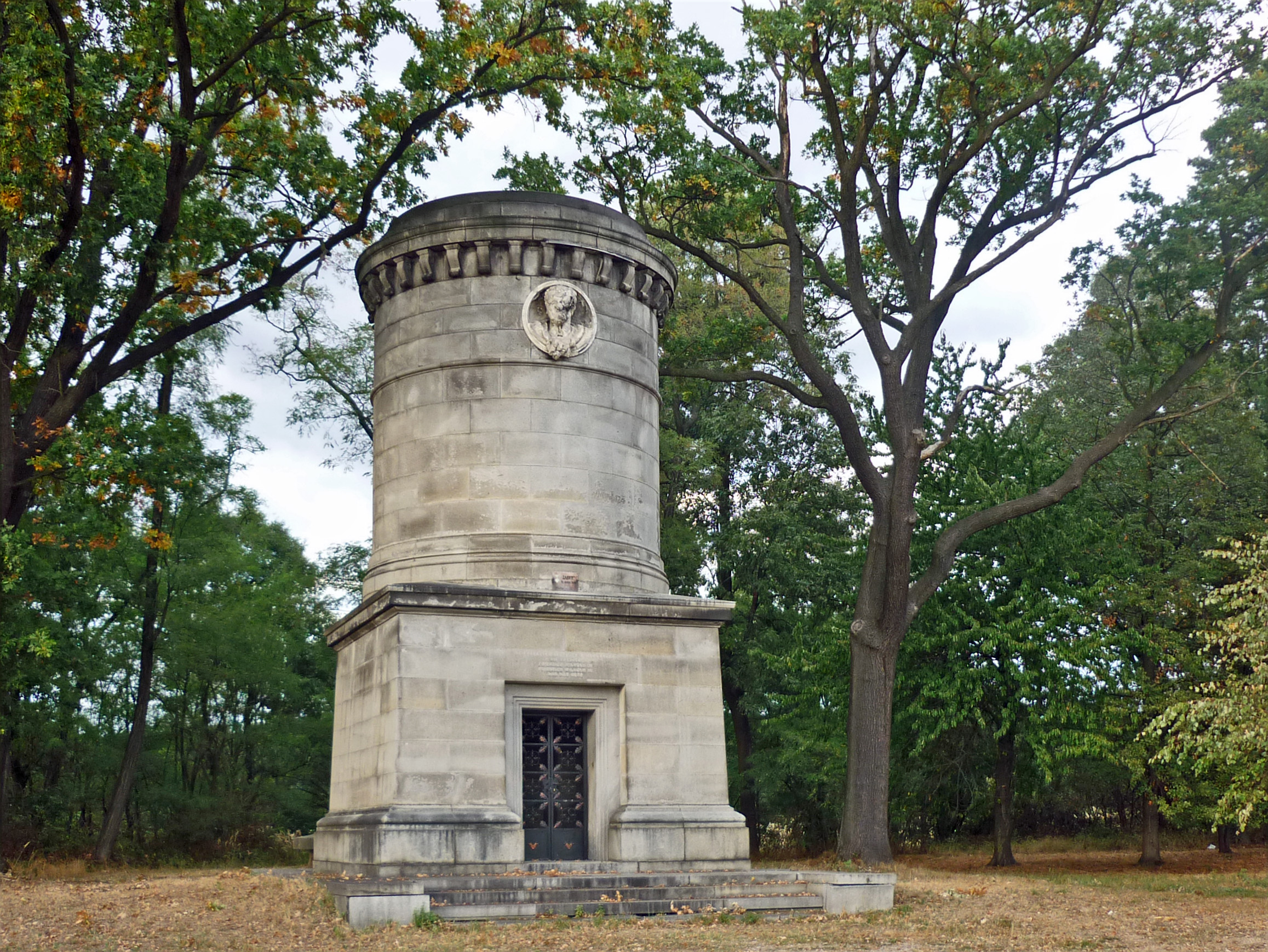
Blücher-Mausoleum

Das Mausoleum und die Familiengruft befinden sich an der Straße nach Kanth (Kąty Wrocławskie).

### Gut Krieblowitz (von 1937 bis 1945 Blücherhof)
Zum Schloss Krieblowitz gehörten 1937 Majorat Blüchershof mit Scholtisei Albrechtshau, 730,55 ha. Der Gutskomplex war an einen Oberamtmann verpachtet. Dies galt ebenso für die Ziegelei und die Wassermühle. Von Krieblowitz aus wurde zeitgleich das im Landkreis Liegnitz befindliche Majorat Wahlstatt mit Vorwerk Strachwitz geführt. Diese Begüterung ergab in der Fläche 392,29 ha, davon waren 55 ha Holzungen.

### Besitzer
- Gebhard Leberecht von Blücher (1742–1819)
- Franz Blücher von Wahlstatt (1778–1829), Sohn des Vorigen
- Gebhard Blücher, 2. Fürst von Wahlstatt (1799–1875), Sohn des Vorigen[6]
- Gebhard Leberecht Blücher von Wahlstatt (1836–1916), Sohn des Vorigen[7]
- Gebhard von Blücher, 4. Fürst Blücher von Wahlstatt (1865–1931), Sohn des Vorigen
- Gustav Gebhard Franz 5. Fürst Blücher von Wahlstatt (1866–1945), Bruder des Vorigen[8]
- Hugo Nikolaus Gebhard 6. Fürst Blücher von Wahlstatt (1913–1948), Neffe des Vorigen[9][10]

### Seit 1945
Seit den Plünderungen durch die Rote Armee am 25. Februar 1945 sind Mausoleum und Familiengruft leer. Das Schloss blieb bis zum Ende des Zweiten Weltkriegs 1945 im Besitz der Familie von Blücher. Nach dem Übergang an Polen wurde es in „Pałac w Krobielowicach“ umbenannt. Danach entstanden hier Wohnungen für die Arbeiter der Landwirtschaftlichen Produktionsgenossenschaft.
Das nach 1945 ausgeraubte und verfallene Schloss wurde in den 1990er Jahren von einem Nachkommen Blüchers zurückgekauft, stilgerecht restauriert und dient jetzt als Hotel.